# Austrolophozia paradoxa
Austrolophozia paradoxa är en bladmossart som beskrevs av Rudolf Mathias Schuster. Austrolophozia paradoxa ingår i släktet Austrolophozia och familjen Acrobolbaceae. Inga underarter finns listade i Catalogue of Life.